# Église du Sacré-Cœur de Port Gibson
L'église du Sacré-Cœur située à Port Gibson (en anglais : Confederate Memorial Chapel) est une église catholique dans l'État du Mississippi, aux États-Unis. Elle est inscrite au Registre national des lieux historiques.

## Historique
L'église est construite en 1868 à Rodney (en).
En 1983, la Rodney Foundation fait don de l'édifice à l'État, qui le fait déplacer au parc d'État militaire de Grand Gulf (en), à Port Gibson. Une fois installée dans le parc, l'église est restaurée dans son état d'origine et devient une chapelle non confessionnelle.
L'église est désignée monument du Mississippi le 11 octobre 1985 puis inscrite au Registre national des lieux historiques le 23 novembre 1987.